# Бркович, Душан
Душан Бркович (серб. Душан Брковић; род. 20 января 1989, Титово-Ужице) — сербский футболист, защитник исландского клуба «Хабнарфьордюр».

## Клубная карьера
Душан начинал заниматься футболом в академии «Партизана».
Летом 2008 года присоединился к фарм-клубу «Партизана», «Телеоптик», выступавший во Второй лиге. В сезоне 2008/09 «Телеоптик», заняв второе место, вышел в Первую лигу. В Первой лиге Душан дебютировал 15 августа 2009 года в матче против клуба «Раднички» из Ниша.
Проведя в сезоне 2009/10 17 матчей за «Телеоптик», Душан был отдан в аренду на полгода в «Хайдук» из Кулы, выступавший в Суперлиге Сербии. Свой первый матч в высшем футбольной лиге Сербии Бркович сыграл 7 марта 2010 года против «Чукарички».
Следующий сезон Душан начал в другом клубе Суперлиги, «Смедерево». Проведя 2 года в «Смедерево» и приняв участие в 54 встречах, Бркович перешёл в «Хапоэль» из Хайфы. 25 августа 2012 года защитник дебютировал за свой новый клуб. Душан в составе «Хапоэля» стал обладателем Кубка Тото среди команд Премьер лиги.
В июле 2013 года Бркович присоединился к венгерскому клубу «Дебрецен», за который дебютировал 18 августа 2013 года.

## Карьера в сборной
Душан был включён в состав юношеской сборной Сербии и Черногории (до 17 лет) для участия в юношеском чемпионате Европы 2006 в Люксембурге. Бркович провёл на турнире все 3 матча своей сборной. По итогам группового этапа его команда не смогла пробиться в полуфинал чемпионата. В дальнейшем Душан выступал за юношескую сборную Сербии (до 19 лет) и молодёжную сборную.

## Достижения
«Хапоэль» (Хайфа):
- Обладатель Кубка Тото Премьер-лиги: 2012/13

«Дебрецен»
- Чемпион Венгрии: 2013/14